# Lampria ichneumon
Lampria ichneumon là một loài ruồi trong họ Asilidae. Lampria ichneumon được Osten-Sacken miêu tả năm 1887.